# Гризачи
Гризачи (Rodentia) е най-многобройният разред в класа Бозайници. Според различни специалисти разредът наброява над 2277 отделни вида или около 40% от всички бозайници и нови видове се откриват и до днес. По-известните представители на разреда включват мишките, плъховете, катериците, морски свинчета, бобри, хамстери и бодливи свинчета. Други животни като зайците и сродните с тях сеносъбирачи са причислявани и към гризачите, но също и отделяни в самостоятелен разред - Зайцевидни. 
Сред гризачите има и едри животни, но те са предимно малки животни със здрави тела, къси крайници и дълги опашки. Африканската мишка пигмей (Mus minutoides) е дълга само 6 cm и с тегло 7 g. Най-голям сред съвременните видове е капибарата (Hydrochoerus hydrochaeris), която може да достигне 45 kg, а за изчезналия вид фоберомис (Phoberomys pattersoni) се смята, че е тежал около 700 kg. 
Всички гризачи използват острите си резци, за да гризат храната си, дълбаят дупки и да се защитават. Основната им храна са семена или други части от растенията. Срещат се и представители с по-разнообразна диета.  
Проявяват склонност да бъдат социални животни, а много видове живеят в общества със сложни начини за комуникация помежду си. 

## Разпространение
Гризачите се срещат на всички континенти с изключение на Антарктика, както и на повечето острови. Те са единственият разред плацентни, освен прилепите, които са достигнали Австралия и Нова Гвинея без помощта на човека. Преди интродуцирането им от хора, гризачи не са се срещали и в Нова Зеландия (островна група, източно от Австралия) и на редица изолирани острови.
Сред факторите, способстващи многообразието на гризачите са малкият им размер, късият им жизнен цикъл и способността им да намират храна сред разнообразни източници. Това е способствало за появата на разнообразни поведенчески и морфологични приспособления за живот във всички сухоземни местообитания – от ледената тундра (живеят под снежната покривка) до жарките пустини, както и във водни местообитания. Бобрите и ондатрите водят полуводен начин на живот, но най-добре пригодения за живот във водна среда гризач е Crossomys moncktoni от Нова Гвинея. Катериците и дървесните бодливи свинчета обитават короните на дърветата; сред дървесните видове има и такива, развили приспособления за планиране (задържане във въздуха и прелитане) - летящи катерици. Представители от семейство гоферови, тукотукови, слепи кучета и други живеят и се хранят почти изцяло в ходове и дупки под земята (в почвения слой). Други живеят на повърхността й, но изкопават дупки в нея с цел да се скрият от неприятели или да родят и отгледат поколението си. Гризачите процъфтяват и в среди създадени в резултат на човешка дейност, като селскостопански и жилищни зони.

## Хранене

### Зъби
Отличителната черта на гризачите е техният единствен чифт непрекъснато растящи резци, с изключително остри ръбове (описвани като подобни на наточен бръснач),, които притежават дебел пласт от емайл в предната и по-тънък във вътрешната част на зъба. Тези зъби са силно развити, издадени напред и не спират да растат, поради което животните непрекъснато трябва да гризат с тях различни по-твърди храни и материали, като по този начин срещуположните резци взаимно се изпиляват.
Повечето видове гризачи имат до 22 зъба. В зъбната им формула липсват кучешките зъби и предкътниците. При по-голямата част от видовете се наблюдава диастема между резците и кътните зъби. Тази анатомична особеност позволява на гризача да избутва неядивни частици от храната навън към бузите и да ги отдели през устата. Така предпазва и задните отдели от устния апарат от нараняване. Чинчилите и морските свинчета консумират храни богати на целулоза. Поради тази причина е нужно дълго да дъвчат храната си и са приспособени за това, като кътните зъби израстват непрекъснато подобно на резците.

### Диета
Функционално-морфологично изследване на зъбната формула на гризачите подкрепя тезата, че примитивните гризачите са били всеядни животни, а не тревопасни, въпреки традиционното причисляване на гризачите към растителноядните, както и че някои съвременни видове, считани за изцяло растителноядни всъщност са всеядни. Изследванията показват, че много членове на Sciuromorpha и Myomorpha, и няколко члена на Hystricomorpha консумират храна от животински произход (насекоми, риба или въобще - месо) или притежават възможност да консумират такава при необходимост. Разглеждане на стомашното съдържание на северноамериканската белонога мишка, която обикновено се счита за растителнояден вид, показва 34% наличие на вещества от животински произход. Все пак повечето съвременни гризачи са растителноядни животни. Хранят се изключително с растителен материал като семена, стъбла, листа, цветове и корени. Някои от тях са всеядни и малцина от тях са приспособени за хранене, като насекомоядни или месоядни.
Повечето високоспециализирани към хищен начин на живот гризачи, като земеровкоподобните плъхове от Филипините, се хранят с насекоми и други безгръбначни (те са различни от животните от разред Земеровкоподобни). Златокоремният бобров плъх (Hydromys chrysogaster) яде водни насекоми, риба, ракообразни, миди, охлюви, жаби, птичи яйца и водоплаващи птици. Северноамериканският скорпионов хамстер от вида Onychomys leucogaster се храни с насекоми, скорпиони и други малки мишки, а само малка част от състава на неговата диета включва растителен материал. Той притежава ниско и набито тяло с къси крака и опашка, но е пъргав и може лесно да надделее над плячка голяма, колкото него. Пример за типичен растителнояден гризач е тъмната полевка. Тя се храни с треви, билки, корени, грудки, мъх и друга растителна маса, а през зимните месеци гризе кората на дърветата. В менюто на вида понякога попадат и безгръбначни като ларви на насекоми.

### Запасяване с храна
Равнинният гофер яде растителен материал, който открива докато копае тунели, а също събира треви, корени и грудки, като ги събира в торбички в бузите и след това съхранява в подземни килери. Гоферът Geomys personatus избягва да се храни върху откритата земна повърхност, а придърпва растителната храна в дупката си, където я консумира. Представителите на вида практикуват и копрофагия. Африканският гризач Cricetomys emini събира всякаква растителна храна в своите торбички на бузите. След това той се връща в дупката си, за да изпразни бузите си от храната и да я консумира. Със същото са известни и разпространените в Европа лалугери.
Агути е един от малкото видове животни, които могат да разчупят и отворят големите капсули на плодовете на бразилския орех. В капсулата се намират твърде много семена, които животното няма как да изконсумира наведнъж. То събира и складира семенцата на скрити места, като по този начин разпространява растението далеч от дървото-майка. Други дървета даващи черупкови плодове зреят едновременно и отделят голямо количество плодове, които пренасищат животните. Катериците например не могат да изконсумират всичките ядки наведнъж и затова ги складират (казва се че "събират храна за зимата"). Освен това в пустинните райони семената често са достъпни само за кратки периоди от време, когато узряват. Торбестите скокливци събират семена и ги складират на камари/купчини в дупките си, пригодени за килери.
Стратегията за справяне със сезонното намаляване на хранителни ресурси при някои видове гризачи е да ядат колкото се може повече и така натрупания излишък от енергия да съхраняват в тялото си под формата на мазнини. Мармотите например могат да бъдат с до 50% по-тежки през есента, отколкото през пролетта. Те разчитат на мастните депа по време на дългия си зимен сън. Бобрите се хранят с листа, пъпки и вътрешната част на дървесната кора, както и с водни растения. Те съхраняват храна, която да използват през зимата, като прегризват тънки стволове на дървета и клони през есента. Те ги потапят в своите езерца и ги закотвят на дъното в дълбоката му кал. Така през най-студените дни от годината, когато водната повърхност е замръзнала едрите гризачи имат достъп до храна. Тези им прояви са залегнали в основата на представата за тях, като за животни-инженери, тъй като така постигат и своеобразно построяване на бентове и подводни жилища.

## Размножаване
Половото поведение може да варира от моногамията до полигамия или промискуитет.
Бременността при гризачите трае кратко, а котилата са многобройни.
Повечето гризачи раждат напълно недоразвити малки (голи, слепи и безпомощни), които отглеждат, но други раждат добре развити, способни скоро да заживеят самостоятелно. При всички случаи, малките известно време биват кърмени, но се развиват изключително бързо и половата им зрялост настъпва доста рано.

## Екологично и стопанско значение
Някои гризачи са инвазивни видове, фактор за изчезването на множество животински видове, като различни островни птици, които преди това са били изолирани от наземни хищници, които да нападат тях и яйцата им. За много видове гризачи, например за мишките и плъховете (особено - кафявия и черния плъх и домашната мишка) се е утвърдило мнението, че като вредители/вредни животни, унищожаващи зърнените култури и складираните от хората хранителни запаси, разнасящи различни заразни болести (изяснено едва във времената на чумните епидемии в Европа през Ренесанса) и унищожаващи други дребни видове птици и бозайници (включително и ендемични и застрашени видове), те трябва да бъдат максимално и с всички възможни средства преследвани и изтребвани, даже и ако това включва рискове за околната среда и за човешкото здраве. По-балансиран подход, прилаган още от древните египтяни, е развъждането и опазването на животни, които са им естествени врагове или имат склонност да ги ловят, като домашната котка и някои породи кучета (също така могат да бъдат и различни видове хищни птици, змии, невестулки, мангусти и други).
Гризачите имат важни екологични роли. Някои от тях се считат за ключови видове и екосистемни инженери в съответните им местообитания. В Големите равнини на Северна Америка например, дейността на ровене в земята от прерийните кучета играе важна роля в почвената аерация и хранителното преразпределение, повишаване на органичното съдържание на почвата и увеличаване на усвояването ѝ на вода. Те поддържат специфичните тревни местообитания, като така създават подходящи пасища със специфични и ценни тревни видове, към които се придържат бизони и вилороги антилопи. Начинът на живот и поведението на прерийните кучета обаче може да бъде и причина за намаляване на биологичното разнообразие, благодарение на повишената консумация на определен вид семена, както и за разпространението на семената на инвазивни видове растения. Ровещите в земята гризачи са и разпространители на спори на гъби, които обикновено са в симбионтни взаимоотношения с растенията чрез кореновата им система (като обикновено не могат да се развиват без тях). Като такива, гризачите могат да играят роля в поддържането на здрави гори.
В много райони с умерен климат, бобрите имат съществено влияние върху местното водоснабдяване. Те изграждат бентове от дървесина и кал като така преграждат реки и потоци и променят тяхното течение. С това се появяват и нов тип местообитания от влажна зона. Проучване установява, че инженерството на бобрите води до увеличение с 33% на броя на тревните растителни видове в крайречните зони. Друго проучване констатира, че бобрите увеличават дивите популации от сьомга.
Гризачите биват използвани за храна (с каквато цел са развъждани капибарите), облекло (кожено - бобрите са били един от главните обекти на ловните начинания на американските трапери), както и като лабораторни животни (особено т.нар. бели мишки) в научните изследвания. Някои видове, като хамстерите и чинчилата са се превърнали в домашни любимци.

## Гризачите в човешката култура
В изкуствата и особено - във фолклора и повлияните от него жанрове - гризачите присъстват предимно в роли подчертаващи положителните страни, които им се приписват. Някои от тях са станали пословични със свои качества като например дългия сън през зимата на мармоти и сънливци, „прибраността“ на хамстера или инженерните постижения на бобрите. Разбиранията на хората за гризачите са въплътени и в някои митологични представи. В Древна Гърция с мишките е бил свързван бог Аполон. В Индия плъхът е символ на интелигентност и сила. Бог Ганеша (богът-слон) често е изобразяван докато язди плъх или мишка. Също така, в китайската астрология родените под знака на плъха (鼠, шу) хора са смятани за агресивни, но и интелигентени и уверени.
Специално се обръща внимание на присъщата на гризачите адаптивност – често са описвани като умни и хитри в противоборството им с по-големи, но често по-глупави противници или като решаващи проблеми, които изглеждат не по силите им (например в една от най-ранните басни, известна като "Лъвът и мишката", в която умната мишка спасява лъва, хванат в капан). Това се съчетава с наблюдението за тях, като дребни и подвижни животни. То и идеята за хитроумието на мишките, но съчетани с изобразяване в дух на известна доза грубоватост, нахалство, шегаджийство или дори - откровена бруталност намират въплъщение и в някои анимационни поредици, като  „Том и Джери“, "Котаракът Леополд" и „Спийди Гонзалес“ (в които е употребен и мотивът за враждата между котките и мишките) и игрални филми, като комедията "Големият лов на мишката" и фентъзито "Плаването на "Разсъмване". В същото време на тези животни се присвоява и „благ“ нрав, който им отива, предвид предполагаемата им авантюристична/непасивна жилка и се съчетава в симпатични образи, като плъха в анимацията "Рататуй", катеричките и мишките в поредицата "Чип и Дейл", мишките в поредицата "Стюарт Литъл" или Мики и Мини Маус - едни от първите герои-животни на "Дисни". Особено място заема образът на добродушната и весела мишка в детските приказки и филмите по тях - например мишката Гризанка в популярната приказка "Дядовата ръкавичка" или мишките-приятели на Пепеляшка.
От друга страна, когато са изобразявани в произведения за възрастни (в западната култура), гризачите са представяни обикновено в по-отрицателен план. Плъховете присъстват в жанра на филмите и кнгите с хорър-сюжет и са използвани, като символ на зловещото, нежелателното и отвращаващото в литературни произведения, като "Плъхът" („Die Rättin“ - 1986 г.) от Гюнтер Грас, "1984" от Джордж Оруел и "Цар Плъх" от Джеймс Клавел. Освен това в детско-юношески произведения, издържани повече в дух на реализъм и натурализъм, като "Чудното пътуване на Нилс Холгерсон през Швеция" на Селма Лагерльоф, те са описвани, като имащи страшни привички или са свързвани с герои с отрицателни прояви, като питомната мишка на старицата Шапокляк в "Крокодилът Гена" на Едуард Успенски.

## Еволюция и таксономия

### Изкопаеми останки
Фосилните записи от подобни на гризачи бозайници започват скоро след масовото изчезване на динозаврите преди 65 милиона години, в Ранния Палеоцен. Все пак има данни, сочещи към предположението, че съвременни гризачи (членове на разред Rodentia) вече са съществували през Късната Креда, макар определянето чрез молекулна дивергенция да подкрепя тезата базирана на фосилния запис.
Първите фосилни находки на гризачи са от периода Палеоцен на суперконтинента Лавразия (съставен от земите на днешните Северна Америка, Европа и Азия). Впоследствие гризачите получават силно разпространение в периода Еоцен, като се разселват на различни континенти, понякога дори намират начин да пресичат океани. Пример за това са гризачите достигнали до Южна Америка и Мадагаскар от Африка. Те са и единствените наземни плацентни бозайници успели да достигнат и колонизират Австралия без помощта на човека. 
Към края на Еоцен се появяват и гризачи, родствени на бобъра, съсела, катерицата, както и на други групи. Те произхождат от Лавразия. Някои видове колонизирали Африка, дават началото на ранния инфраразред Бодливосвинчеви (Hystricognathi). От Африка хистрикогнатите се разселват в Южна Америка, която остава изолирана по време на Олигоцена и Миоцена. През периода Миоцен, Африка се сблъсква с Азия като позволява гризачи като бодливото свинче да заселят Евразия. 
През Плиоцена, фосили на гризачи се появяват и в Австралия. Въпреки че двуутробните са господстващите бозайници на континента, гризачите съставляват почти 25% от животинските видове (немалка част от тях са донесени от човека). По същото време двете Америки се свързват посредством Панамския провлак като някои гризачи участват в така наречения Голям американски обмен на видове. В резултат представители на подсемейство Sigmodontinae настъпват на юг, а тези от Caviomorpha - на север.

### Праисторически представители на гризачите
(Посочените места са според съвременната география, в съответните епохи те може да не са се били образували все още в този си вид и местоположение):
Castoroides, гигантски бобър
Ceratogaulus, рогат гофер
Spelaeomys, голям по размери гризач от остров Флорез
Heptaxodontidae, Гигантски хутии, група гризачи от Карибите
Ischyromys, примитивен катерициподобен гризач
Leithia, гигантски съсел
Neochoerus pinckneyi, голяма северноамериканска капибара тежаща 100 kg
Josephoartigasia monesi, най-големия известен гризач, теглото му се оценява на над 1000 kg
Phoberomys pattersoni, втория по големина известен гризач 700 kg
Telicomys, гигантски южноамерикански гризач

### Таксономия
- Подразред Anomaluromorpha (Bugge, 1974)
  - Семейство Anomaluridae (Gervais, 1849) Шипоопашати
  - Семейство Pedetidae (Gray, 1825) Дългокраки
- Подразред Castorimorpha – Боброобразни
  - Надсемейство Castoroidea – Бобровидни
    - Семейство Castoridae (Hemprich, 1820) – Боброви

  - Надсемейство Geomyoidea
    - Семейство Geomyidae (Bonaparte, 1845) – Гоферови
    - Семейство Heteromyidae (Gray, 1868) – Хетеромииди, Торбести скокливци
- Подразред Hystricomorpha
  - Семейство Diatomyidae
  - Инфраразред Ctenodactylomorphi
    - Семейство Ctenodactylidae (Gervais, 1853) – Гребенопръсти

  - Инфраразред Hystricognathi – Бодливосвинчеви
    - Семейство Bathyergidae (Waterhouse, 1841)
    - Семейство Hystricidae (G. Fischer, 1817) Бодливи свинчета
    - Семейство Petromuridae (Tullberg, 1899) Скални плъхове
    - Семейство Thryonomyidae (Pocock, 1922) Тръстикови плъхове
    - Парвразред Caviomorpha
      - Семейство Abrocomidae (Miller and Gidley, 1918) Чинчилови плъхове
      - Семейство Capromyidae (Smith, 1842) Хутиеви
      - Семейство Caviidae (Gray, 1821) Свинчета
      - Семейство Chinchillidae (Bennett, 1833) Чинчилови
      - Семейство Ctenomyidae – Тукотукови
      - Семейство Cuniculidae (Miller & Gidley 1918) Пакови
      - Семейство Dasyproctidae (Gray, 1821) 	Агутови
      - Семейство Dinomyidae (Troschel, 1874) Пакаранови
      - Семейство Echimyidae (Gray, 1825) 	Бодливи плъхове, Бодливи мишки
      - Семейство Erethizontidae (Bonaparte, 1845) – Дървесни бодливи свинчета
      - Семейство Myocastoridae – Нутриеви
      - Семейство Octodontidae (Waterhouse, 1840) Дегу (Лъжливи плъхове, Осемзъби, Осмозъби)
- Подразред Myomorpha (Brandt, 1855)
  - Надсемейство Dipodoidea
    - Семейство Dipodidae (G. Fischer, 1817) – Тушканчикови (Тушканчици)

  - Надсемейство Muroidea
    - Семейство Calomyscidae – Мишеподобни хамстери
    - Семейство Cricetidae – Хомякови
    - Семейство Muridae (Illiger, 1815) – Мишкови (Същински мишки)
    - Семейство Nesomyidae
    - Семейство Platacanthomyidae – Бодливи сънливци
    - Семейство Spalacidae – Слепи кучета
- Надразред Sciuromorpha (Brandt, 1855) – Катерицообразни
  - Семейство Aplodontiidae (Brandt, 1855) – Планински бобри (Аплодонтови)
  - Семейство †Mylagaulidae (Cope, 1881)
  - Семейство Gliridae (Muirhead in Brewster, 1819) – Сънливцови (Сънливци)
  - Семейство Sciuridae (Hemprich, 1820) – Катерицови